# Bibliothek der Rechtswissenschaftlichen Fakultät der Universität Zürich
Die Bibliothek der Rechtswissenschaftlichen Fakultät der Universität Zürich wurde im November 2004 nach 15-jähriger Projekt- und Bauphase eröffnet. Der Bau wurde vom spanischen Architekten Santiago Calatrava im ungenutzten Innenhof eines 1908 erstellten Gebäudes, das auf den von den Strassen abgewandten Seiten zwei zusätzliche Etagen erhielt, realisiert. Er wird von einer grossen Kuppel über den jetzt überdeckten 30 Meter hohen Lichthof geprägt. Calatravas Ergänzungsbau ist von der Strasse nicht zu sehen. Das historische, vom Kantonsbaumeister Hermann Fietz geplante Gebäude beherbergt heute die Rechtswissenschaftliche Fakultät der Universität Zürich. 2003 wurde die Bibliothek mit dem Europäischen Stahlpreis ausgezeichnet.
Die als Freihand- und Präsenzbibliothek ausgestaltete Sammlung umfasst etwa 200 000 Bücher und 700 Zeitschriften und Reihen. Auf sechs Stockwerke verteilen sich 500 Lese- und Arbeitsplätze.
Vor dem Eingang des Gebäudes befindet sich eine Skulptur aus Bronze und Granit, die Teil der Serie Cyclad von Santiago Calatrava ist. Diese Skulptur, ein Eigentum der Kunstsammlung des Kantons Zürich, wurde im Jahr 2005 aufgestellt und trägt keinen Titel.